# Thalassostaphylos
Thalassostaphylos — викопний рід реброплавів. Описаний у 2021 році. Відбиток тварини знайдений у відкладеннях формації Мар'юм у штаті Юта на заході США, що датуються середнім кембрієм (510 млн років тому).

## Опис
Він мав округле тіло з 16 рядами гребінців і хвилястим ротовим отвором. У нього вчені виявили «полярні поля» — дві маленькі цятки на вершині апікального органу. Thalassostaphylos elegans не має жорсткої капсули, це вказує на те, що скелет, виявлений у гребнях раннього кембрію, був втрачений у деяких представників до середини кембрію. Його нервова система складніша, ніж у сучасних гребневиків. Вчені дійшли висновку, що реброплави втратили складну нервову систему в ході еволюції.